# Norberto Galli
Norberto Galli (Marano sul Panaro, 3 luglio 1926 – Modena, 16 dicembre 2018) è stato un presbitero e pedagogista italiano.

## Biografia
Sacerdote e pedagogista della famiglia, di ispirazione cattolica, fedele ai filoni classici della pedagogia italiana legati alla tradizione tomistica e rosminiana. Autore di decine di volumi e centinaia di articoli, è stato professore ordinario di Pedagogia generale e direttore del Dipartimento di Pedagogia all'Università Cattolica del Sacro Cuore di Milano. Il suo lavoro di ricerca verte in particolare sul tema della famiglia, ma i suoi contributi toccano anche ambiti quali: l'educazione morale, la coeducazione, l'educazione sessuale, la formazione continua, l'educazione permanente, l'insegnamento della religione nella scuola di Stato. È stato direttore fino alla morte - negli ultimi tempi emerito - del bimestrale a carattere pedagogico Pedagogia e Vita.
Nel campo dell'educazione sessuale è noto per aver combattuto l'approccio "permissivista" - espressione da lui coniata - alla sessualità proprio di Wilhelm Reich e Herbert Marcuse. In tali autori Galli vede il rifiuto di qualsiasi sapere normativo predefinito, totale nichilismo, assenza di valore e guida dell'esistenza, edonismo, individualismo e relativismo morale. Le sue tesi sulla sessualità e sulla famiglia, formulate tra gli anni sessanta e i primi anni ottanta, hanno contribuito alla fama di Galli come precursore del pensiero "teocon".
Un volume di studi in suo onore è stato pubblicato nel 2003.
Nel 2006 un volume ha inteso riproporre la sua lezione pedagogica.

## Opere
- La diagnosi caratterologica ad uso degli educatori, Zurich, PAS-Verlag, 1964
- Educazione familiare e società, Brescia, La Scuola, 1965
- Nuovi problemi di pedagogia familiare, Brescia, La Scuola, 1974
- Educazione religiosa e libertà, Brescia, La Scuola, 1978
- Educazione morale e crescita dell'uomo, Brescia, La Scuola, 1979
- Educazione sessuale e mutamento culturale, Brescia, La Scuola, 1980
- Educazione dei giovani alla famiglia, Milano, Vita e Pensiero, 1981
- Pedagogia dello sviluppo umano, Brescia, La Scuola, 1984
- Educazione dei coniugi alla famiglia, Milano, Vita e Pensiero, 1986
- Educazione dei preadolescenti e degli adolescenti, Brescia, La Scuola, 1990
- Educazione familiare e società complessa, Milano, Vita e Pensiero, 1991
- Educazione dei giovani alla vita matrimoniale e familiare, Milano, Vita e Pensiero, 1993
- La coeducazione nei gruppi giovanili, Milano, Vita e Pensiero, 1994
- Educazione familiare alle soglie del terzo millennio, Brescia, La Scuola, 1997
- La famiglia un bene per tutti, Brescia, La Scuola, 2007